# Foreign Military Sales
Foreign Military Sales (FMS), auf Deutsch ausländische Militärverkäufe, ist ein US-amerikanisches Programm, das den Erwerb von Rüstungsgütern und militärische Dienstleistungen durch andere Staaten oder internationale Organisationen ermöglicht. FMS ist  Bestandteil der US-amerikanischen Security Cooperation, der Zusammenarbeit in Angelegenheiten der Sicherheit. FMS ist ein wichtiges Werkzeug der US-Außenpolitik.

## Grundlagen

### Einordnung
In US-amerikanischem Verständnis dient die Zusammenarbeit in Sicherheitsfragen (englisch Security Cooperation) nationalen Sicherheitsinteressen. Durch diese Zusammenarbeit sollen u. a. Fähigkeiten verbündeter und befreundeter Staaten zur Selbstverteidigung und zu Operationen in einer Koalition gestärkt werden.
Ein wesentlicher Bestandteil der Security Cooperation ist das US Security Assistance Programm. Dieses umfasst unter anderem ein internationales Programm für militärische Ausbildung (englisch International Military Education and Training (IMET)), Friedenserhaltende Operationen (englisch Peacekeeping Operations (PKO)), Programme für den Kampf gegen Rauschgifthandel (englisch International Narcotics Control and Law Enforcement (INCLE)) und Terrorismus (englisch Nonproliferation, Anti-Terrorism, Demining, and Related Programs (NADR)) sowie den Verkauf von Militärgerät durch die Hersteller (englisch Direct Commercial Sales (DCS)) und Foreign Military Sales (FMS).
Foreign Military Sales ist ein Verkaufsprogramm der USA für Rüstungsgüter. Diese stammen entweder aus vorhandenen Beständen oder es werden Beschaffungsverträge der US-Streitkräfte mit den Herstellern genutzt. Darüber hinaus umfasst FMS auch Dienstleistungen. Das Angebot richtet sich an ausgewählte Länder und internationale Organisationen. FMS-Leistungen erfolgen auf vertraglicher Grundlage. Je nach sicherheitspolitischer Interessenlage der USA werden die Erstattung der Kosten verlangt oder diese von den USA übernommen.

### Gesetzlicher Rahmen
Die Weitergabe und der Export von Rüstungsgütern ist durch Gesetze und Internationale Verträge eingeschränkt und reguliert.
Der gesetzlichen Rahmen für FMS ist in den USA im Wesentlichen gegeben durch zwei Einzelregelungen des US-Gesetzes zu Außenbeziehungen, des United States Code Title 22 "Foreign Relations and Intercourse", konkret durch den
- Foreign Assistance Act (FAA) von 1961 in der aktuellen Fassung (22 U.S.C., 2151, et. seq.)[5]
- Arms Export Control Act (AECA) von 1976 in der aktuellen Fassung (22 U.S.C., 2751, et. seq.)[6]

Weitere Detailregelungen, z. B. für das jährliche Budget, werden in jährlichen Gesetzen erlassen.
Im FAA sind die Grundsätze für die militärischen und nicht-militärischen US-Unterstützungsprogramme festgelegt. So soll z. B. kommunistischen Regierungen keine Unterstützung gewährt werden.
Der AECA wurde 1968 als Foreign Military Sales Act (FMSA) erlassen. Im Zuge einer Änderung wurde das Gesetz im Jahre 1976 in AECA umbenannt. Der AECA ist die gesetzliche Grundlage für FMS und für die Kontrolle kommerzieller Ausfuhren von Rüstungsgütern.

### Military Articles and Services List
Die über FMS verfügbaren Güter und Dienstleistungen sind in einen Katalog, der Military Articles & Services List (MASL) Datenbank veröffentlicht.

### US Munitions List
Die US Munitions List (USML) ist eine Aufstellung der US-Regierung, die alle Güter, Dienstleistungen und Technologien enthält, die als verteidigungs- oder raumfahrtrelevant erachtet werden. Alles auf dieser Liste unterliegt einer Exportkontrolle. Gesetzliche Grundlage der USML ist der AECA (22 U.S.C. 2778 and 2794(7)). Die USML selbst ist im Foreign Relations Act, Title 22, Part 121 veröffentlicht. Jeder Artikel, jede Dienstleistung oder damit im Zusammenhang stehende Informationen erfordern eine Export Lizenz vor einer Ausfuhr oder Weitergabe an ausländische Stellen oder Personen.

## Wesentliche Akteure

### Präsident
Der Präsident der Vereinigten Staaten von Amerika legt die Schwerpunkte der Security Cooperation fest. Er billigt oder untersagt Exporte von Rüstungsgütern und er hat die Autorität, eine Zusammenarbeit mit gem. FAA eigentlich ausgeschlossenen Nationen anzuordnen.

### United States Congress
Der US-Kongress hat ein umfassendes Recht auf Information. Er beschließt das jährliche Budget und ist bei Erreichen bestimmter Kriterien innerhalb festgelegter Fristen über Anträge auf FMS-Leistungen zu informieren, bevor dem Antragsteller ein Angebot unterbreitet wird.

### U.S. Department of State
Das US-Außenministerium steuert und überwacht alle Security Cooperation Programme und damit auch FMS. Es überwacht die Einhaltung der Rüstungskontrollbestimmungen und legt Art und Umfang von FMS-Unterstützungen nach außenpolitischen Gesichtspunkten fest.

### Department of Defense
Das US-Verteidigungsministerium (Department of Defense (DoD)) ist federführend in der Durchführung von FMS und arbeitet dazu eng mit dem Außenministerium zusammen.  Mit der Vorbereitung und Durchführung von FMS sind eine Reihe von Organisationen im nachgeordneten Bereich beauftragt.
Die Defense Security Cooperation Agency (DSCA) überwacht und verwaltet alle Security Cooperation Programme. Dazu beauftragt die DSCA einen Country Programm Director für jedes Land, für das Security Cooperation Programme existieren.
Die Defense Technology Security Administration (DTSA) erarbeitet die DoD Position als Beitrag zur Entscheidung, ob der Verkauf eines Rüstungsgutes an ein Land erfüllt oder abgelehnt werden sollte.
Die Military Departments (MILDEP) (Air Force, Army und Navy) beraten das Ministerium in FMS-Angelegenheiten, stellen Daten über Waffensysteme, logistischen Unterstützung, verfügbare Ausbildungsgänge usw. bereit und setzen FMS-Verträge in ihrem Bereich um. Dazu haben sie nachgeordnete Dienststellen mit Organisation, Durchführung und Überwachung von FMS Cases und für auf FMS Grundlage durchzuführender Ausbildung beauftragt. Als Besonderheit ist das Department of the Navy nicht nur für Programme der Marine, sondern auch für das Marine Corps und die Coast Guard zuständig ist. Die für FMS zuständigen Dienststellen sind
- Air Force Security Assistance Command (AFSAC) in Dayton, Ohio für die US-Luftwaffe
- U.S. Army Security Assistance Command (USASAC) in Huntsville, Alabama für das US-Heer
- U.S. Coast Guard Director of International Affairs and Foreign Policy (CG-DCO-I) in Washington, DC für die Coast Guard mit Unterstützung durch
- Navy International Programs Office (IPO) in Washington, DC für  Navy, Marine Corps and Coast Guard Security Cooperation Programme

Für jedes Land, mit dem FMS-Verträge bestehen wird von den MILDEPs ein Country Program Director bestallt. Dieser koordiniert und überwacht die mit der Partnernation bestehende FMS-Programme.
Für die Koordination im Detail wird für jeden FMS-Vertrag (englisch FMS Case) ein Case Manager festgelegt. Dieser ist der zentrale Koordinator und Ansprechpartner für den jeweiligen Case.
Die Defense Contract Management Agency (DCMA) ist für die zentrale Stelle für die Administration, Qualitätskontrolle und Verwaltung der Verträge. Die DCMA prüft alle Vertragsentwürfe und stellt sicher, dass die Kunden Verträge zu gleichen Bedingungen erhalten.
Der Defense Finance and Accounting Service (DFAS) ist die zentrale Stelle für alle finanziellen Aspekte. Dort werden Konten für jeden Vertrag geführt, Rechnungen erstellt und Zahlungen verbucht.

### Security Cooperation Organisation
Die Security Cooperation Organisation (SCO) sind Organisationselemente in den jeweiligen Botschaften der USA, welche im Rahmen der Security Cooperation Unterstützungs- und Managementaufgaben innehaben.
Die SCOs tragen in den verschiedenen Ländern unterschiedliche Bezeichnungen, z. B. U.S. Military Liaison Office, Mutual Defense Assistance Office etc. Das SCO-Element an der US-Botschaft in Deutschland trägt die Bezeichnung Office of Defense Cooperation (ODC). Das ODC befindet sich in Berlin mit einer Nebenstelle in Bonn. Schlüsselpersonal in der SCO sind Offiziere der US-Streitkräfte. Sie werden durch Zivilangestellte aus der Gastnation unterstützt (sog. Locally Engaged Staff (LES)).
Für den Kunden ist die SCO vor Ort der zentrale Ansprechpartner und „Briefkasten“ in allen FMS betreffenden Angelegenheiten. Dort können Informationen eingeholt werden. Die SCO hält Verbindung mit den jeweils zuständigen nationalen Dienststellen des Gastlandes, vermittelt Ansprechpartner in den USA, unterstützt bei der Antragstellung, nimmt Anträge entgegen und leitet diese an die jeweils zuständigen Stellen in den USA weiter. Sie überbringt Angebote, stellt Rechnungen zu und ist bei Ausbildungsmaßnahmen der Ansprechpartner für Administration und Einreiseformalitäten. Zudem wirkt sie bei Überprüfungen der Einhaltung von Auflagen und Sicherheitsstandards mit.

### Kunde
FMS Leistung können nur Regierungen und internationale Organisationen erhalten. Dabei müssen bestimmte Formalien beachtet werden. In Deutschland ist das Bundesamt für Ausrüstung, Informationstechnik und Nutzung der Bundeswehr (BAAINBw) die zuständige Behörde für FMS-Angelegenheiten.

## FMS Cases
Grundsätzlich gibt es drei Arten von FMS cases:
- die Defined Order, ein Vertrag, der sich auf konkrete Dinge oder Dienstleistungen bezieht
- die Blanket Order, ein Vertrag, der Material oder Dienstleistungen für einen bestimmten Geldbetrag und meist auch für eine bestimmte Laufzeit beinhaltet, ohne diese bei Vertragsabschluss schon konkret zu benennen. Diese Art von Vertrag wird oft für Ausbildungsmaßnahmen oder Unterstützungsleistungen genutzt, bei denen ein Datum und ggf. der Umfang der Leistungserbringung noch nicht feststeht.
- das Cooperative Logistics Supply Support Arrangement (CLSSA), welches einen Zugang zum US-Logistiksystem, z. B. für Ersatzteilversorgung oder Reparaturen ermöglicht.

## Verfahren
Wenn ein Staat Waffen, Munition, Ersatzteile, Software, Ausbildung usw. von den USA erhalten möchte, ist dazu ein Antrag erforderlich. Dieser Antrag ist in einem vorgegebenen Format zu stellen, damit sämtliche für die Bearbeitung erforderlichen Informationen vorliegen. Dieser Antrag trägt die Bezeichnung Letter of Request (LOR). LORs werden in der Regel gestellt um Preise zu erfragen, ein konkretes Angebot anzufordern oder einen bestehenden Vertrag, ein FMS Case, zu ändern. Der LOR wird der SCO im Land übergeben, die diesen dann den in den USA zuständigen Stellen übermittelt. Die USA prüfen daraufhin, ob sie dem Antrag überhaupt akzeptieren, ob Kapazitäten vorhanden sind, mit welchem Zeitrahmen zu rechnen ist, wo und wie der FMS Case erfüllt werden kann und berechnen die Kosten.
Sofern es zu einem Angebot kommt, wird dieses in Form des Letter of Offer and Acceptance (LOA) dem Antragsteller über die SCO zugestellt. Auch der LOA hat ein definiertes Format. Er enthält alle für die Prüfung erforderlichen Angaben und ist zudem ein unterschriftsreifes Vertragsangebot (Offer).
Wenn das Angebot angenommen werden soll (Acceptance), wird der LOA durch die dazu befugten Stellen unterzeichnet. In Deutschland geschieht dies durch das BAAINBw.
Der gezeichnete LOA geht über die SCO zurück an die USA. Damit wird der Vertrag rechtskräftig und geht in die Durchführungsphase (englisch Case Implementation). Meist ist vor der ersten Leistung eine Vorauszahlung erforderlich. Raten, deren Fälligkeit und Höhe sind im LOA vereinbart.
Änderungen während der Laufzeit des FMS Case erfordern eine Anpassung des LOA über einen neuen LOR.
Ist der Vertrag erfüllt oder werden keine Leistungen mehr abgerufen, erfolgt ein Abgleich, ggf. eine Klärung von Differenzen und danach wird der FMS Case endabgerechnet und geschlossen (englisch case closure).

## Finanzielle Rahmenbedingungen
Die USA wollen an FMS nichts verdienen, subventionieren auf der anderen Seite aber auch keine Partner über FMS. Für eine Unterstützung gibt es andere Lösungen, z.B Foreign Military Financing. Daher deckt der kalkulierte Preis die Beschaffungskosten für Material, bzw. die Kosten einer Ausbildung, bzw. die Personalkosten bei Dienstleistungen. Darüber hinaus enthält der Preis Aufschläge für Administration und Vertragsabwicklung, Investitionskosten, Einmalkosten und Kosten für Verpackung und Versand.
FMS-Verträge sehen Vorkasse vor. Dazu ist in der Regel mit Vertragsabschluss eine Vorauszahlung auf ein Treuhandkonto in den USA erforderlich. In Einzelfällen kann bei guter Bonität des Kunden auf Antrag auch eine Rechnungstellung nach erbrachter Leistung erfolgen.

## Case Identifier / Codewords
Jeder FMS Case wird unter einem Aktenzeichen, dem Case Identifier geführt. Dieses Aktenzeichen setzt sich aus dem Länderkode und einer dreistelligen Buchstabengruppe zusammen. Dabei kennzeichnet der erste der drei Buchstaben die Art des Vertrages und den zuständigen Organisationsbereich in den USA: Die folgenden Buchstaben werden sequenziell aufsteigend vergeben. So würde ein Vertrag über Ausbildung durch die US-Luftwaffe oder Marine mit dem Buchstaben T, ein Vertrag über die Lieferung von Munition mit dem Buchstaben A beginnen usw. Ein Vertrag Deutschlands würde also mit „GY“ beginnen. Der erste Vertrag über Ausbildung durch die US-Marine wäre demnach der FMS Case GY-TAA, der zweite GY-TAB usw.
Umfangreiche Projekte, wie z. B. die Beschaffung eines komplexen Waffensystems bestehen aus einer Reihe von FMS-Cases, z. B. einen für das Waffensystem selbst, für Unterstützung, für Ersatzteile, für Ausbildung, für Wartung usw. Daher werden manchmal für ein Gesamtprojekt Codewords vergeben. So wurde das Programm zur Lieferung von F-16 Flugzeugen an die Türkei als PEACE ONYX bezeichnet.

## Ausbildung über FMS
Neben Kauf von Dingen können auch Dienstleistungen, wie z. B. Ausbildung über das FMS Programm eingekauft werden. Verträge über Ausbildungsmaßnehmen werden meist als „Blanked Order Cases“ über einen bestimmten Nennbetrag abgeschlossen, da bei Vertragsabschluss zumeist noch keine konkreten Lehrgangsdaten und Einzelkosten feststehen. Es können sowohl einzelne Teilnehmer an Lehrgänge in die USA entsandt werden, als auch Ausbilder, sogenannte Mobile Training Teams (MTT) für Ausbildungsmaßnahmen für eine größere Anzahl an Teilnehmern in die Partnerländer reisen.
Wenn ein Vertrag über Ausbildung abgeschlossen ist, dann erstellt die federführende Stelle in den USA eine Standardized Training List (STL), in der die vereinbarte Anzahl an Lehrgangsplätzen zunächst als Platzhalter enthalten ist. Werden Lehrgangsplätze abgerufen, dann wird die STL mit den konkreten Daten, wie Zeitraum, Name des Lehrgangsteilnehmers, genauen Kosten etc. befüllt. Die STL stellt somit eine Übersicht über die Nutzung des Trainings Case dar.
Sobald ein Lehrgangsplatz über die STL zugewiesen ist, müssen die persönlichen Daten des Lehrgangsteilnehmers an die SCO gemeldet werden. Die SCO benötigt diese Informationen für die Ausstellung der Invitational Travel Order (ITO), des Marschbefehls. Diese ITO ermöglicht die Einreise in die USA ohne Visum, den Zutritt zur militärischen Liegenschaft am Ausbildungsort und wird zudem zur Inanspruchnahme weiterer Leistungen, z. B. für die medizinische Versorgung benötigt.

## Besonderheiten

### Congress Notification
Der Arms Export Control Act sieht eine Reihe von Informationen und Pflichtberichten an den US-Kongress vor, die Congress Notification. Für den Vertragspartner von besonderer Wichtigkeit ist dabei die Pflicht zur Benachrichtigung vor Erstellung des LOA bei voraussichtlichem Überschreiten bestimmter Vertragswerte. Dieses Verfahren verlängert die Bearbeitungszeit der Anträge und ist daher vom Kunden mit einzukalkulieren. Diese Grenze für die Berichtspflicht liegt bei NATO Mitgliedern und fünf weiteren Staaten bei einem Vertragsvolumen von 100 Mio. USD, bzw. im Falle wichtiger Waffensysteme (englisch Major Defence Equipment (MDE)) bei 25 Mio. USD. Die Werte für andere Staaten liegen darunter.

### End Use Monitoring
Der AECA macht eine Reihe von Vorgaben zur Verwendung von Rüstungsgütern, deren Einhaltung zu überwachen sind. Das Ergebnis dieser Kontrollen ist jährlich dem US-Kongress zu berichten. Über FMS erworbene Rüstungsgüter dürfen nur im vereinbarten Rahmen genutzt werden. Für ihren Schutz müssen die gleichen Sicherheitsstandards zur Anwendung kommen, wie diese in den USA vorgeschrieben sind. Der Bestand an bestimmten Gütern muss während der gesamten Nutzungsdauer lückenlos bis auf die Ebene Seriennummer nachweisbar sein. Änderungen der Nutzung, Weitergabe an Dritte oder Rückführung in die USA erfordern ein Zustimmung der USA. Als Nutzungsänderung gilt auch Aussonderung und Entsorgung. Bei einer Aussonderung hat der Nutzer die Demilitarisierung und Verwertung/Entsorgung nachzuweisen. Die Überprüfungen der Einhaltung der Vorgaben, das End Use Monitoring, erfolgt in der Regel durch die SCO.

### Transparenz
Konkrete Vertragsklauseln und Details der Verträge unterliegen der Vertraulichkeit. Es gibt aber einige Berichte, welche der Kongress und das US-Außenministerium veröffentlichen.
So erfolgen jährliche Berichte über Ausbildungsmaßnahmen für Nicht-NATO-Staaten, Berichte über meldepflichtige FMS Anträge sowie Berichte über die Ergebnisse der Kontrollen zur Verwendung von Rüstungsgütern.
Etwas mehr Informationen sind zu Direct Commercial Sales verfügbar. Hierüber wird jährlich der sogenannte „655-Report“ veröffentlicht.

## FMS oder direkter Kauf
Grundsätzlich gibt es zwei Wege um Rüstungsgüter und Dienstleistungen in den USA zu kaufen, den Erwerb über das FMS Programm und die direkte Bestellungen bei einem Anbieter (englisch Direct Commercial Sales (DCS)). Beide Wege unterliegen den gleichen Genehmigungs- und Ausfuhrbestimmungen. Eine Ausnahme besteht beim Erwerb besonders restriktiv gehandhabter Waffensysteme, bzw. Technologie, wie z. B. Nachtsichtgeräte. Diese sind ausschließlich über FMS verfügbar. Beide Wege stehen nicht in Konkurrenz. Solange ein potentieller Käufer direkte Verhandlungen mit einem Anbieter führt, wird kein FMS Angebot unterbreitet. Eine grundsätzliche Aussage, welcher Weg der günstigere ist, kann nicht erfolgen. Es kommt auf die Umstände des Einzelfalls an.
FMS bietet eine Paketlösung mit einem Ansprechpartner. Der Kunde erwirbt das Produkt zu den Bedingungen, welche die US-Regierung ausgehandelt hat. Verhandlungen und Gewährleistungsansprüche erfolgen über die US-Dienststellen. Bei Ausbildungsmaßnahmen über FMS sind auch Visa-Angelegenheiten, Einreise und Sicherheitsfreigaben geregelt. Damit ist FMS in der Anwendung oft bequemer und ggf. einfacher.
Andererseits ist DCS flexibler in Hinblick auf Sonderwünsche, Abweichungen vom US-Standard und bietet die Möglichkeit andere Rabattstaffeln oder Kompensationen auszuhandeln. Darüber hinaus ist DCS dann die erste Wahl, wenn eine multinationale Rüstungskooperation angestrebt wird oder das Geschäft zu einem Festpreis oder in einer anderen Währung als USD abgewickelt werden soll.

## Statistik
Im Zeitraum 1950 – 2021 schlossen die Vereinigten Staaten FMS-Verträge über insgesamt mehr als 943 Mrd. USD ab. Darin eingeschlossen sind beispielsweise Verträge über
- ca. 20 Mrd. USD mit Deutschland,
- ca. 650 Mio. USD mit Österreich,
- ca. 4,5 Mrd. USD mit der Schweiz,
- ca. 8,2 Mrd. USD mit Frankreich und
- ca. 33 Mrd. USD mit dem Vereinigten Königreich.[49]